# Antoninów (powiat gostyniński)
Antoninów – wieś w Polsce położona w województwie mazowieckim, w powiecie gostynińskim, w gminie Gostynin.
| SIMC    | Nazwa           | Rodzaj    |
| ------- | --------------- | --------- |
| 0564139 | Kamienny Kopiec | część wsi |

W latach 1975–1998 miejscowość należała administracyjnie do województwa płockiego.